# Напівпрямий добуток
Напівпрямий добуток — конструкція в теорії груп, що дозволяє будувати нову групу за двома групами {\displaystyle H} і {\displaystyle N}, і дією {\displaystyle \phi } групи {\displaystyle H} в просторі групи {\displaystyle N}, що зберігає її групову структуру.
Напівпрямий добуток груп {\displaystyle N} і {\displaystyle H} над {\displaystyle \phi } звичайно позначається {\displaystyle N\rtimes _{\phi }H}.

## Конструкція
Нехай задана дія групи {\displaystyle H} на просторі групи {\displaystyle N} із збереженням її групової структури.
Це означає, що задано гомоморфізм {\displaystyle \phi :H\rightarrow {\mbox{Aut}}(N)} групи {\displaystyle H} в групу автоморфізмів групи {\displaystyle N}.
Автоморфізм групи {\displaystyle N}, що відповідає елементу {\displaystyle h} із {\displaystyle H} при гомоморфізмі {\displaystyle \phi } позначимо {\displaystyle \phi _{h}}.
Як група {\displaystyle G} — напівпрямий добуток груп {\displaystyle H} і {\displaystyle N} над гомоморфізмом {\displaystyle \phi } — береться множина {\displaystyle N\times H} з бінарної операцією {\displaystyle *}, яка діє за правилом:
{\displaystyle (n_{1},h_{1})*(n_{2},h_{2})=(n_{1}\phi _{h_{1}}(n_{2}),h_{1}h_{2})} для довільних {\displaystyle n_{1},n_{2}\in N}, {\displaystyle h_{1},h_{2}\in H}.

## Властивості
1. Групи {\displaystyle H} і {\displaystyle N} природно вкладені в {\displaystyle G}, причому {\displaystyle N} — нормальна підгрупа в {\displaystyle G}.
2. Кожен елемент {\displaystyle g\in G} однозначно розкладемо у добуток {\displaystyle g=nh}, де {\displaystyle h} і {\displaystyle n} — елементи груп {\displaystyle H} і {\displaystyle N} відповідно. (Ця властивість виправдовує назву групи {\displaystyle G} як напівпрямого добутку груп {\displaystyle H} і {\displaystyle N}.)
3. Задана дія {\displaystyle \phi } груп {\displaystyle H} на групі {\displaystyle N} збігається з дією {\displaystyle H} на {\displaystyle N} спряженнями (в групі {\displaystyle G}).

Будь-яка група з властивостями 1-3 ізоморфна групі {\displaystyle G} (властивість універсальності напівпрямогу добутку груп).

## Приклад
Група {\displaystyle \mathbb {Z} _{4}} діє на {\displaystyle \mathbb {Z} _{5}} (розглядається як адитивна група відповідного кільця) чотирма різними способами:
{\displaystyle \phi _{h}(n)=a^{h}n}, де {\displaystyle a} — фіксований ненульовий елемент {\displaystyle \mathbb {Z} _{5}}, {\displaystyle h\in \mathbb {Z} _{4}}, {\displaystyle n\in \mathbb {Z} _{5}}.
Відповідно, на множині {\displaystyle \mathbb {Z} _{5}\times \mathbb {Z} _{4}} можна ввести 4 структури групи — напівпрямого добутку:
1. {\displaystyle (n_{1},h_{1})*(n_{2},h_{2})=(n_{1}+n_{2},h_{1}+h_{2})\,}
2. {\displaystyle (n_{1},h_{1})*(n_{2},h_{2})=(n_{1}+(-1)^{h_{1}}n_{2},h_{1}+h_{2})}
3. {\displaystyle (n_{1},h_{1})*(n_{2},h_{2})=(n_{1}+2^{h_{1}}n_{2},h_{1}+h_{2})}
4. {\displaystyle (n_{1},h_{1})*(n_{2},h_{2})=(n_{1}+3^{h_{1}}n_{2},h_{1}+h_{2})}

Можна показати, що останні дві групи ізоморфні, а решта — ні, а також, що ці приклади перераховують всі групи порядку 20, що містять елемент порядку 4 (при цьому використовуються теореми Силова).
Подібним чином напівпрямі добутки груп використовуються для класифікації скінченних груп.

### Українською
- (укр.) Гаврилків В. М. Елементи теорії груп та теорії кілець. — І.-Ф.  : Голіней, 2023. — 153 с.

### Іншими мовами
- Курош А. Г. Теория групп. — 3-е изд. — Москва : Наука, 1967. — 648 с. — ISBN 5-8114-0616-9.(рос.)
- Винберг Э. Б. Курс алгебри. — 4-е изд. — Москва : МЦНМО, 2011. — 592 с. — ISBN 978-5-94057-685-3.(рос.)

- Джозеф Ротман[en]. An Introduction to the Theory of Groups. — 4th. — Springer (Graduate Texts in Mathematics), 1994. — 532 с. — ISBN 978-0387942858.(англ.)